# Kawasakis sjukdom
Kawasakis sjukdom är en vaskulitsjukdom som främst drabbar barn under 5 års ålder. Sjukdomen beskrevs första gången 1967 av den japanske pediatrikern Tomisaku Kawasaki, därav namnet. Sjukdomen är ovanlig med cirka 50 fall per år i Sverige. 
Sjukdomssymptom vid Kawasakis sjukdom är hög ihållande feber, fläckar eller rodnader på kroppen, rinnande, irriterade ögon och så kallad "smultrontunga". Sjukdomen kan ibland misstas för scharlakansfeber. Personer med Kawasakis sjukdom behöver komma i vård så fort som möjligt då sjukdomen kan påverka vitala organ som exempelvis hjärtat. Drabbade personer behandlas med gammaglobulin. Efter att de akuta symptomen behandlats uppföljs sjukdomen med EKG, ultraljud av hjärtat samt blodprov för att utesluta att hjärtat påverkats av sjukdomen. 